# Галаго джудже
Галагото джудже (Galagoides demidovii) е вид бозайник от семейство Галагови (Galagidae).

## Разпространение и местообитание
Разпространен е в Ангола, Бенин, Буркина Фасо, Бурунди, Габон, Гана, Екваториална Гвинея, Камерун, Република Конго, Демократична република Конго, Кот д'Ивоар, Либерия, Мали, Нигерия, Руанда, Сенегал, Сиера Леоне, Танзания, Того, Уганда и Централноафриканската република.